# Max Ammermann
Max Heinrich Ammermann (født 5. november 1878 i Hamburg, dødsdato ukendt) var en tysk roer.
Ammermann deltog i OL 1900 i Paris, hvor han stillede op i firer med styrmand sammen med holdkammerater fra RC Favorite-Hammonia fra Hamburg. Firer med styrmand-konkurrencen blev den mest kontroversielle i den olympiske historie, hvor der blev gennemført to finaler, som begge af IOC er erklæret som officielle, og der derfor er dobbelte medaljevindere i konkurrencen. 
Hammonia-båden, hvis besætning i indledende heat bestod af Julius Körner, Adolf Möller, Hugo Rüster, Wilhelm Carstens og Ammermann som styrmand, blev nummer tre i deres heat i indledende runde og var dermed egentlig ude af konkurrencen. Imidlertid havde de fjerdebedste tid af alle både, og arrangørerne besluttede, at der de tre heatvindere og de tre hurtigste blandt de øvrige skulle i finalen, hvilket betød, at Hammonia-båden var med. Imidlertid var der kun fire baner, og heatvinderne nægtede så at deltage. Derfor blev der afholdt en finale mellem toeren fra heat to og toeren og treeren fra heat tre, og her blev Hammonia, der denne gang havde Moths som styrmand, nummer tre efter to franske både. IOC tildeler i deres medaljedatabase bronzemedaljen til Gustav-Adolf Moths, da han deltog i finalen, og ikke Ammermann.

## OL-medaljer
- 1900:  Bronze i firer med styrmand